# Zingérone
La zingérone est un composé phénolique de la famille des vanilloïdes au goût piquant (pseudo-chaleur).

## Structure et chimie
La zingérone est un composé similaire au [6]-paradol mais sans chaine carbonée en position bêta du groupement cétone. Tous deux font partie de la famille des vanilloïdes.
La zingérone est le produit de la dégradation du [6]-gingérol. En effet ce dernier est particulièrement instable et se dégrade au cours du temps en zingérone (lorsque soumis à la chaleur) ou en shogaols dans le rhizome,. La zingérone est moins piquante.

## Origine
La zingérone a été identifiée dans le gingembre (Zingiber officinale), la mangue, la canneberge et la framboise. 
Sa source prédominante est le gingembre, et en particulier l'oléorésine de gingembre, où la zingérone avec le gingérol sont les constituants principaux responsables de son goût piquant. 

## Utilisation alimentaire
La zingérone a une odeur forte et un goût de piquant similaire au gingembre. Elle est utilisée dans l'aromatisation de plat épicé.
Elle est reconnue GRAS par la FDA et possède le numéro FEMA 3124.

## Synthèse
La zingérone est synthétisée par condensation de la vanilline avec l'acétone suivie d'une hydrogénation.